# Latrodectus pallidus
Latrodectus pallidus là một loài nhện trong họ Theridiidae.